# مرده متحرک

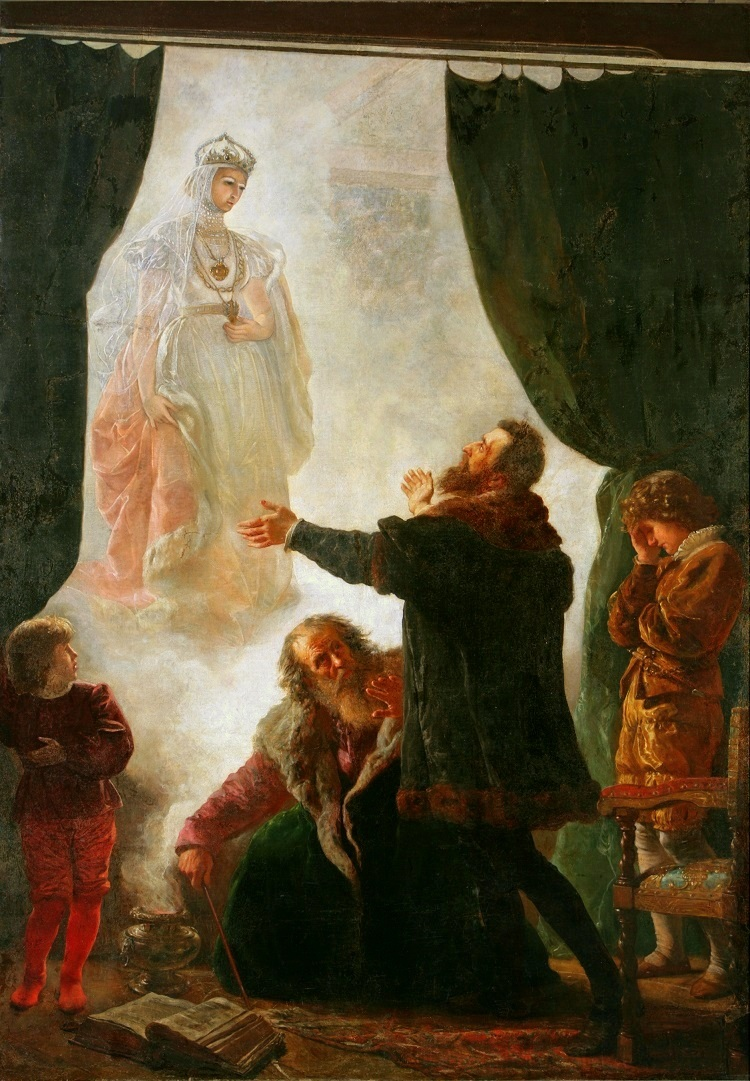
شبح باربارا رادزیویک اثر وویسیک گرسون. ارواح یک شکل معمول از مردگان هستند.

مرده متحرک موجوداتی در اساطیر، افسانه‌ها یا داستان‌ها هستند که مرده‌اند اما طوری رفتار می‌کنند که گویی زنده هستند. یک مثال رایج از یک موجود مرده، جسدی است که توسط نیروهای ماوراء طبیعی، با استفاده از نیروی زندگی خود متوفی یا موجودی دیگر (مانند دیو) دوباره زنده شده‌است. مرده متحرک ممکن است غیرجسمانی (ارواح) یا جسمانی (مومیایی، خون‌آشام‌ها و زامبی‌ها) باشد.

## پیشینه
برام استوکر در نظر داشت از عنوان «مرده متحرک» برای رمان «دراکولا» (۱۸۹۷) استفاده کند و استفاده از این اصطلاح در رمان عمدتاً عهده‌دار معنای مدرن کلمه است. این کلمه در انگلیسی قبل از استوکر ظاهر می‌شود، اما با معنای واقعی‌تر «زنده» یا «نه مرده»، که می‌توان برای آن در فرهنگ لغت انگلیسی آکسفورد استناد کرد. در یکی از قسمت‌های دراکولا، نوسفراتو به عنوان مترادف «اروپایی شرقی» برای «مرده متحرک» آمده‌است.